# Coupe d'Islande de football 2002
Navigation
Coupe d'Islande 2001 Coupe d'Islande 2003
La coupe d'Islande 2002 de football (VISA-bikar karla 2002) est la 43e édition de la compétition.
Elle s'est achevée le 28 septembre 2002 par la victoire du Fylkir Reykjavik face au Fram Reykjavik.

## Déroulement de la compétition

### Quatrième tour
Les matchs de ce tour se sont déroulés les 2 et 3 juillet 2002.

| Équipe 1                 | Score | Équipe 2          |        |
| Breiðablik Kópavogur     | 2 - 2 | Thór Akureyri     | 7-6**  |
| Leiftur Ólafsfjörður     | 2 - 1 | Valur Reykjavik   |        |
| KR Reykjavik             | 0 - 1 | Fram Reykjavik    |        |
| ÍA Akranes               | 1 - 0 | UMF Grindavík     |        |
| Ungmennafélagið Stjarnan | 0 - 0 | KA Akureyri       | 4-5**  |
| ÍBK Keflavík             | 3 - 3 | ÍA Akranes -23    | 10-9** |
| Fylkir Reykjavik         | 4 - 1 | FH Hafnarfjörður  |        |
| ÍB Vestmannaeyja         | 2 - 0 | Þróttur Reykjavik |        |

 **  - après tir au but

### Quarts de finale
Les matchs de ce tour ont été joués les 21 et 22 juillet 2002.

| Équipe 1         | Score | Équipe 2             |  |
| KA Akureyri      | 3 - 0 | Breiðablik Kópavogur |  |
| Fylkir Reykjavik | 4 - 1 | ÍA Akranes           |  |
| Fram Reykjavik   | 3 - 1 | ÍBK Keflavík         |  |
| ÍB Vestmannaeyja | 1 - 0 | Leiftur Ólafsfjörður |  |

### Demi-finales
Les matchs de ce tour ont été joués les 10 et 11 septembre 2002.

| Demi-finale 1           | ÍB Vestmannaeyja | 1 – 2   | Fram Reykjavik          | Laugardalsvöllur, Reykjavik                      |                                                  |
| 10 septembre 2002 19:30 | Hjarðar 49e      | (0 - 0) | Sveinsson 70eBrooks 76e | Spectateurs : 794 Arbitrage : Kristinn Jakobsson | Spectateurs : 794 Arbitrage : Kristinn Jakobsson |

| Demi-finale 2           | KA Akureyri                   | 2 - 3   | Fylkir Reykjavik               | Laugardalsvöllur, Reykjavik                       |                                                   |
| 11 septembre 2002 19:30 | Hringsson 72eSigbjörnsson 88e | (0 - 3) | Kolbeinsson 8eGíslason 28e 45e | Spectateurs : 1 295 Arbitrage : Gylfi Þór Orrason | Spectateurs : 1 295 Arbitrage : Gylfi Þór Orrason |

### Finale
Le match s'est joué le 28 septembre 2002 au Laugardalsvöllur de Reykjavik. 
| Titulaires : |  |
| |  |
| Gunnar Sigurðsson · Ingvar Þór Ólason · Eggert Stefánsson · Freyr Karlsson 64e · Ágúst Þór Gylfason (c) · Sævar Guðjónsson · Þorbjörn Atli Sveinsson · Daði Guðmundsson 83e · Bjarni Hólm Aðalsteinsson · Andri Fannar Ottósson · Kristján Carnell Brooks 73e · |  |
| Remplaçants : |  |
| Ásgeir Halldórsson · Andrés Jónsson · Ómar Hákonarson 83e · Viðar Guðjónsson 73e · Haukur Snær Hauksson 64e · |  |
| Entraîneur : |  |
| Kristinn Rúnar Jónsson |  |

| Titulaires : |  |
| |  |
| Kjartan Sturluson · Valur Fannar Gíslason 69e · Theódór Óskarsson 65e · Ómar Valdimarsson · Sverrir Sverrisson · Finnur Kolbeinsson (c) · Gunnar Þór Pétursson · Þórhallur Dan Jóhannsson · Björn Viðar Ásbjörnsson 83e · Sævar Þór Gíslason · Björgvin Freyr Vilhjálmsson 69e · |  |
| Remplaçants : |  |
| Hreiðar Bjarnason · Kristinn Tómasson 83e · Bjarni Þórður Halldórsson · Steingrímur Jóhannesson 69e · Kristján Valdimarsson · |  |
| Entraîneur : |  |
| Aðalsteinn Víglundsson |  |

| Titulaires : |  |
| |  |
| Gunnar Sigurðsson · Ingvar Þór Ólason · Eggert Stefánsson · Freyr Karlsson 64e · Ágúst Þór Gylfason (c) · Sævar Guðjónsson · Þorbjörn Atli Sveinsson · Daði Guðmundsson 83e · Bjarni Hólm Aðalsteinsson · Andri Fannar Ottósson · Kristján Carnell Brooks 73e · |  |
| Remplaçants : |  |
| Ásgeir Halldórsson · Andrés Jónsson · Ómar Hákonarson 83e · Viðar Guðjónsson 73e · Haukur Snær Hauksson 64e · |  |
| Entraîneur : |  |
| Kristinn Rúnar Jónsson |  |

| Titulaires : |  |
| |  |
| Kjartan Sturluson · Valur Fannar Gíslason 69e · Theódór Óskarsson 65e · Ómar Valdimarsson · Sverrir Sverrisson · Finnur Kolbeinsson (c) · Gunnar Þór Pétursson · Þórhallur Dan Jóhannsson · Björn Viðar Ásbjörnsson 83e · Sævar Þór Gíslason · Björgvin Freyr Vilhjálmsson 69e · |  |
| Remplaçants : |  |
| Hreiðar Bjarnason · Kristinn Tómasson 83e · Bjarni Þórður Halldórsson · Steingrímur Jóhannesson 69e · Kristján Valdimarsson · |  |
| Entraîneur : |  |
| Aðalsteinn Víglundsson |  |